# Rudds apalis
Rudds apalis (Apalis ruddi) is een zangvogel uit de familie Cisticolidae. Deze vogel is 1908 wetenschappelijk beschreven door de Engelse ornitholoog C.H.B. Grant die de vogel noemde naar zijn financier, de mijnbouwer Charles Rudd.

## Verspreiding en leefgebied
Deze soort komt voor in zuidoostelijk Afrika en telt drie ondersoorten:
- A. r. ruddi: zuidoostelijk Mozambique.
- A. r. caniviridis: zuidelijk Malawi.
- A. r. fumosa: zuidelijk Mozambique en oostelijk Zuid-Afrika.

## Status
De grootte van de populatie wordt geschat op 15.300 volwassen vogels. Op de Rode lijst van de IUCN heeft deze soort de status niet bedreigd.